# بوب ويلسون (لاعب كرة قدم)
بوب ويلسون (بالإنجليزية: Bob Wilson)‏ (1 يناير 1928 بليفربول في المملكة المتحدة - 17 أغسطس 2006 في المملكة المتحدة) هو لاعب كرة قدم بريطاني في مركز الظهير. لعب مع بريستون نورث إيند ونادي ترانمير روفرز لكرة القدم وNew Brighton A.F.C. ‏.

## وصلات خارجية
- بوب ويلسون على موقع قاعدة بيانات كرة القدم.إي يو (الإنجليزية)